# آرامگاه میررضی‌الدین آرتیمانی
آرامگاه میر رضی الدین آرتیمانی از بناهای قرن ۱۴ شمسی، محل دفن میر رضی آرتیمانی از شاعران و عارفان مشهور دوران صفویه است. این آرامگاه در حاشیه شهر تویسرکان، انتهای خیابان شهدا و مجاور باغات جولستان واقع شده است. این اثر در تاریخ ۲۱ اردیبهشت ۱۳۷۶ با شمارهٔ ثبت ۱۸۷۱ به‌عنوان یکی از آثار ملی ایران به ثبت رسیده است.